# Kingen (kaarten)

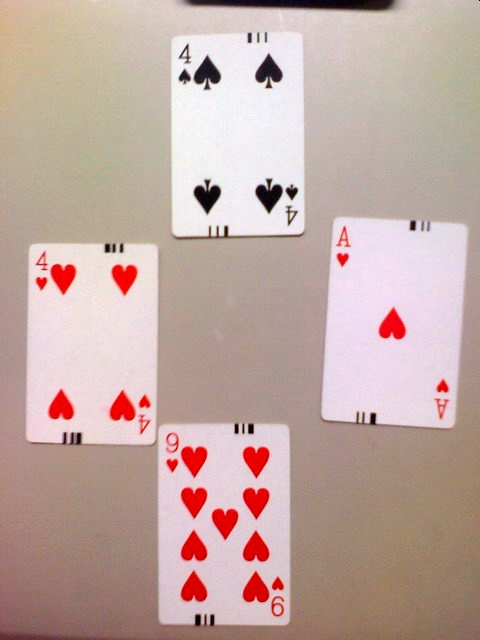
Als harten uitgekomen is, wint de speler met hartenaas de slag, tenzij in het zevende spel en als schoppen troef is.

Kingen is een kaartspel. Het wordt gespeeld met 52 speelkaarten en over het algemeen door vier spelers.

## Spelregels
Het spel kingen bestaat uit zeven verschillende spellen of onderdelen. Er wordt gespeeld met 52 kaarten (alle kaarten - 4 maal 13 kaarten per kleur). Het spel gaat om het winnen en verliezen van slagen. Bij de eerste zes spellen moet geprobeerd worden bepaalde slagen te verliezen (ook wel foefen genoemd), bij het zevende spel moet geprobeerd worden zo veel mogelijk slagen te winnen. Bij elk onderdeel geldt, dat de winnaar van een slag uit mag komen bij de volgende slag, dat de andere deelnemers kleur moeten bekennen (als ze een kaart hebben van de kleur waarmee uitgekomen werd, moeten ze deze altijd spelen), en dat de spelers om de beurt de deler zijn. De volgorde van de waarde van de kaarten loopt van twee (laagst) naar aas (hoogst). Bij de eerste zes spellen winnen kaarten van de kleur waarmee werd uitgekomen altijd. Bij het zevende spel winnen kaarten van de troef kleur.
Er zijn twee belangrijke varianten van het spel kingen: (gewoon) kingen, en dubbelkingen.
Bij (gewoon) kingen, worden de eerste zes spellen allen op volgorde een keer gespeeld, en het zevende spel vier keer. Hierna worden de punten geteld. Bij vier spelers worden 52 strafpunten verdeeld (13 + 13 + 8 + 8 + 5 + 5 = 52) in de eerste zes ronden en 52 bonuspunten verdiend (4 x 13 = 52) in de vier troef-spellen.

### Eerste spel = "minste slagen"
In het eerste spel gaat het erom zo weinig mogelijk slagen te halen. Er is geen troef en elke slag die men haalt is 1 strafpunt waard.
Eerst kan men de hoogste kaarten opgooien dan heeft men minder kans om veel slagen te halen.

### Tweede spel = "minste harten"
In het tweede spel is het de bedoeling zo weinig mogelijk Harten (♥) te halen; elke hartenkaart die men in zijn slagen aantreft is 1 strafpunt waard. Men mag géén Harten uitkomen, tenzij men alleen Harten in de hand heeft. Als men niet kan volgen, moet een kaart van een andere soort worden gespeeld, Harten incluis. Wanneer je niet volgt, mogen eerst de hoogste Harten gespeeld worden. Als men geen Harten (meer) heeft, is men vrij om te kiezen welke kleur men gaat spelen.

### Derde spel = "Geen heren en boeren"
In het Derde spel is het de bedoeling zo weinig mogelijk heren en boeren te halen. Elke heer en elke boer levert 1 strafpunt op. Een speler mag wel met een Heer of een Boer uitkomen. Als men niet kan volgen, moet een kaart van een andere soort worden gespeeld: Als men heren of boeren heeft moet men deze spelen.

### Vierde spel = "geen dames"
Voor het vierde spel speelt men om zo weinig mogelijk vrouwen te halen. Elke vrouw is 2 strafpunten waard. Een speler mag wel met een Dame uitkomen. Als men niet kan volgen, moet men een dame gooien.

### Vijfde spel = "geen hartenheer"
In het vijfde spel krijgt degene die op het einde van het spel de hartenheer heeft 5 strafpunten. Men mag géén Harten uitkomen, tenzij men alleen Harten in de hand heeft. Als men niet kan volgen, moet een andere soort kaart worden opgegooid, als men de Harten Heer heeft moet men deze opgooien.

### Zesde spel = "geen 7e en 13e slag"
Hier is het de bedoeling dat je de 7e slag en de 13e slag niet haalt. Wie de 7e toch neemt krijgt 2 strafpunten en de 13e slag 3 strafpunten. Als je met 3 speelt is dit de 10e en de laatste slag

### Zevende spel = "troef"
Het zevende spel dient vier keer gespeeld te worden met vier spelers en drie keer met drie spelers. De speler die mag uitkomen maakt één soort troef. De troefkleur wint van andere kleuren. Als men niet kan volgen, mag men iets anders opgooien, maar: als de speler die aan slag is nog over troefkaarten beschikt, dan moet hij een troefkaart gebruiken. En als een andere speler al een troefkaart wegwierp, dan moet men, als men die in de hand heeft, een hogere troefkaart uitspelen, maar men is niet verplicht te “ondertroeven”. Het is de bedoeling om zo veel mogelijk slagen te halen. Elke slag levert 1 bonuspunt op. Iedere speler moet 1 keer troef gekozen hebben op het einde van het spel.

## Winnaar
Op het eind van het spel worden de strafpunten in de eerste zes spelletjes behaald, van de bonuspunten in de troefronden behaald, afgetrokken. Er kan een negatieve totaal score, een totaal score van nul, of een positieve totaal score behaald zijn. Degene die de hoogste totaal score heeft behaald, wint het spel.
De eindsom van alle spelers samen moet 0 geven, dit is een gemakkelijke controle of men juist geteld heeft.

## Variant: dubbelkingen
Bij dubbelkingen kiest de deler welk van de zeven spellen er gespeeld wordt. Hij moet er rekening mee houden dat elk van de negatieve (eerste zes) spelletjes, in totaal slechts twee keer gekozen mag worden en elke speler slechts twee keer troef (7de spel) mag kiezen. Iedere speler moet dus op het einde drie keer een negatief spel en twee keer troef gekozen hebben. Wanneer een speler na de derde ronde (ook "gift" genoemd in het jargon) de keuze om te troeven nog niet heeft opgevat, zal deze de vierde en vijfde ronde dat verplicht dienen te kiezen. Op het einde van het spel worden alle punten bij elkaar opgeteld en de strafpunten hiervan afgetrokken. Er worden 104 strafpunten uitgedeeld, en eveneens 104 bonuspunten verdiend. Het is bij het spelen van dubbelkingen handig om niet enkel de score bij te houden maar ook het aantal keren dat elk spel reeds gespeeld is in een tabel zoals hieronder aangegeven.
| Spel                 | Aantal keer gespeeld (turven) |
| -------------------- | ----------------------------- |
| Minste harten        |                               |
| Minste slagen        |                               |
| Geen heren en boeren |                               |
| Minste dames         |                               |
| 7de en laatste slag  |                               |
| Geen hartenheer      |                               |
| Troef (speler 1)     |                               |
| Troef (speler 2)     |                               |
| Troef (speler 3)     |                               |
| Troef (speler 4)     |                               |

Hierin mag dus in elk vakje maximaal 2 maal geturfd worden
Kingen en dubbelkingen wordt ook in competitie gespeeld, tevens is er een wereldkampioenschap georganiseerd in 2023.

## Variant op dubbelkingen[bron?]
Dit is een variant op dubbelkingen.
De deler kiest welk spel gespeeld wordt. Dan volgt een pronostiek ronde. De speler links van de deler zegt hoeveel minpunten hij in dat spel zal hebben, dan zeggen ook spelers C, D en A (=deler) hoeveel punten zij denken te hebben. Als de som van het aantal gezegde minpunten gelijk is aan het totaal te verdelen minpunten dat spel, wordt er niet gespeeld.
Voorbeeld
De deler kiest “geen harten”. Speler B zegt 5, C zegt 3, D zegt 3. Als de deler blij is met 2 minpunten zegt hij 2 en er wordt niet gespeeld want: 5 + 3 + 3 + 2 = 13 = het aantal minpunten dat in het spel “geen harten” wordt verdeeld. Elke speler krijgt het aantal minpunten dat hij heeft gezegd. Er worden geen strafpunten verdeeld.
Is het aantal gezegde minpunten niet gelijk aan het te verdelen aantal minpunten, wordt er wel gespeeld.
Voorbeeld
De deler kiest “geen harten”. Speler B zegt 4, C zegt 2, D zegt 2. Als de deler blij is met 5 minpunten zegt hij 5. Maar aangezien de deler zelf het spel heeft gekozen, zal hij de goede kaarten hebben om dit spel te spelen. De deler zegt dus niet 5. Hij zegt 4; een lager dan wat hij zou zeggen om niet te spelen. Dit is tactisch beter dan 3 zeggen omdat minder minpunten hebben als voorspeld niet bestraft wordt. 4 + 2 + 2 + 4 ≠ 13, dus er wordt gespeeld.
Na het spel heeft speler B 6 harten, C 3, D 1 en de deler heeft er 3. Elke speler krijgt evenveel minpunten als hij harten heeft. Er worden nu ook strafpunten gegeven aan de spelers die meer minpunten hebben dan gedacht. Dus alleen B en C krijgen strafpunten. D en de deler krijgen geen strafpunten, zij hadden meer voorspeld dan zij werkelijk hebben. Zij worden hiervoor niet gestraft. Als je juist voorspelt, krijg je uiteraard ook geen strafpunten.
Speler B krijgt 4 strafpunten. Hij had twee harten meer dan voorspeld. Deze twee fouten tellen dubbel. Speler C krijgt 2 strafpunten. Bij het berekenen van de strafpunten zal blijken dat de feitelijke strafpunten driemaal hoger liggen, omdat ze 'betaald' moeten worden aan de andere spelers.
Bij de troefspelen krijgen enkel de spelers die minder slagen hebben dan voorspeld straf punten die ook verdubbeld worden. Ook deze strafpunten zullen betaald moeten worden aan de andere spelers.
Op het einde van het spel heeft elke speler een aantal strafpunten.
| Speler   | Strafpunten |
| -------- | ----------- |
| Speler A | 28          |
| Speler B | 12          |
| Speler C | 8           |
| Speler D | 20          |

Berekenen van de strafpunten
Speler A heeft 28 strafpunten gemaakt. Niemand heeft meer strafpunten gemaakt, dus moet A aan iedereen strafpunten betalen. Aan B betaalt hij
28 - 12 = 16 strafpunten. Aan C betaalt hij 28 - 8 = 20 strafpunten. Aan D betaalt A 28 - 20 = 8 strafpunten. In totaal moet A
(-16 - 20 - 8 = -44) 44 strafpunten betalen. A moet van zijn totaalpunten 44 punten aftrekken.
Speler C heeft 8 strafpunten gemaakt. Niemand deed beter. C zal van elke ander speler punten krijgen. Van A krijgt C 28 - 8 = 20 punten. Van B krijgt hij 12 - 8 = 4 punten. Van D krijgt hij 20 - 8 = 12. C krijgt in totaal (20 + 4 + 12 =) 36 punten. Dit zijn positieve punten die hij bij zijn totaal van positieve punten en minpunten mag bijtellen.
Speler B krijgt (16 - 4 + 8 = 12) 20 punten betaald, dit zijn positieve punten.
Speler D betaalt (8 - 8 - 12 = -12) 12 strafpunten, dit zijn negatieve punten.
Als alle punten worden opgeteld, moet bij vier spelers het resultaat nul zijn.
-44 + 20 + 36 - 12 = 0

## Drie spelers
Kingen kan ook met drie spelers gespeeld worden. In dat geval neemt men de schoppen twee uit het dek en men deelt met 51 kaarten. Elke speler heeft dus 17 kaarten vast.
De puntenverdeling verandert dan ook;
minste slagen kan 17 strafpunten geven (elke slag 1 strafpunt),
minste harten blijft 13 (elke harten 1 strafpunt),
Geen heren en boeren blijft 8,
Geen dames wordt 4 (elke dame maar 1 strafpunt),
Hartenheer wordt 4,
Het 6e spel wordt 'Geen 10e en 17e slag', waarbij de 10e slag 2 strafpunten geeft en de 17e slag 3 strafpunten,
Elk troefspel geeft 17 bonuspunten (1 bonuspunt per slag).
Zodoende moet de eindsom nog steeds 0 zijn.